# ديديي كافومباغو
ديديي كافومباغو (24 يناير 1983 ببوجومبورا في بوروندي - ) هو لاعب كرة قدم بوروندي في مركز الوسط. شارك مع منتخب بوروندي لكرة القدم. أما مع النوادي، فقد لعب مع عزام يونايتد ونادي أتلتيكو أولمبيك ونادي يانغ أفريكانز.

## روابط خارجية
- ديديي كافومباغو على موقع قاعدة بيانات كرة القدم.إي يو (الإنجليزية)
- ديديي كافومباغو على موقع ناشيونال فوتبول تيمز (الإنجليزية)
- ديديي كافومباغو على موقع Soccerway.com (الإنجليزية)